# Lijst van onderscheidingen van Douglas MacArthur
Douglas MacArthur (1880 - 1964) bezat de volgende onderscheidingen. Deze lijst bevat alleen de militaire onderscheidingen.
|    | rang                            | orde | land                | datum                                                                         |
| -- | ------------------------------- | --- | ------------------- | ----------------------------------------------------------------------------- |
| 1  |                                 | Medal of Honor | Verenigde Staten    | 4 januari 1942                                                                |
| 2  |                                 | Distinguished Service Cross met twee bronzen Oak Leaf Clusters                                                            | Verenigde Staten    | 9 maart 1918                                                                  |
| 3  | Eerste bronzen Oak Leaf Cluster | Distinguished Service Cross                                                                                               | Verenigde Staten    | 25 maart 1918                                                                 |
| 4  | Tweede bronzen Oak Leaf Cluster | Distinguished Service Cross                                                                                               | Verenigde Staten    |                                                                               |
| 5  |                                 | Army Distinguished Service Medal met vier bronzen Oak Leaf Clusters                                                       | Verenigde Staten    | 21 december 1925                                                              |
| 6  | Eerste bronzen Oak Leaf Cluster | Army Distinguished Service Medal                                                                                          | Verenigde Staten    | 5 september 1935                                                              |
| 7  | Tweede bronzen Oak Leaf Cluster | Army Distinguished Service Medal                                                                                          | Verenigde Staten    | 1935                                                                          |
| 8  | Derde bronzen Oak Leaf Cluster  | Army Distinguished Service Medal                                                                                          | Verenigde Staten    | 19 april 1948                                                                 |
| 9  | Vierde bronzen Oak Leaf Cluster | Army Distinguished Service Medal                                                                                          | Verenigde Staten    |                                                                               |
| 10 |                                 | Navy Distinguished Service Medal                                                                                          | Verenigde Staten    |                                                                               |
| 11 |                                 | Silver Star met zes Oak Leaf Clusters met één zilveren en één bronzen Oak Leaf Cluster                                    | Verenigde Staten    | 20 februari 1918                                                              |
| 12 | Één zilveren Oak Leaf Cluster   | Silver Star | Verenigde Staten    | 15 juli 1918 28 juli 1918 2 augustus 1918 12 september 1918 19 september 1918 |
| 13 | Één bronzen Oak Leaf Cluster    | Silver Star | Verenigde Staten    | 5‑6 november 1918                                                             |
| 14 |                                 | Distinguished Flying Cross                                                                                                | Verenigde Staten    | 20 oktober 1950                                                               |
| 15 |                                 | Bronze Star met "V" device                                                                                                | Verenigde Staten    |                                                                               |
| 16 |                                 | Purple Heart met één bronzen Oak Leaf Cluster                                                                             | Verenigde Staten    | 11 maart 1918                                                                 |
| 17 | Één bronzen Oak Leaf Cluster    | Purple Heart | Verenigde Staten    | 14 oktober 1918                                                               |
| 18 |                                 | Air Medal | Verenigde Staten    |                                                                               |
| 19 |                                 | Presidential Unit Citation met zes Oak Leaf clusters, vertegenwoordigd door een zilveren en een bronzen eikenblad cluster | Verenigde Staten    |                                                                               |
| 20 | Één zilveren Oak Leaf Cluster   | Presidential Unit Citation                                                                                                | Verenigde Staten    |                                                                               |
| 21 | Één bronzen Oak Leaf Cluster    | Presidential Unit Citation                                                                                                | Verenigde Staten    |                                                                               |
| 22 |                                 | Filipijnse Campagne Medaille                                                                                              | Verenigde Staten    |                                                                               |
| 23 |                                 | Mexicaanse Service Medaille                                                                                               | Verenigde Staten    |                                                                               |
| 24 |                                 | Overwinningsmedaille (Verenigde Staten) met vijf veldslagen gespen                                                        | Verenigde Staten    | 30 juni 1920                                                                  |
| 25 | Gesp "Aisne-Marne"              | Overwinningsmedaille | Verenigde Staten    |                                                                               |
| 26 | Gesp "Champagne-Marne"          | Overwinningsmedaille | Verenigde Staten    |                                                                               |
| 27 | Gesp "St. Mihiel"               | Overwinningsmedaille | Verenigde Staten    |                                                                               |
| 28 | Gesp "Meuse-Argonne"            | Overwinningsmedaille | Verenigde Staten    |                                                                               |
| 29 | Gesp "Defensive Sector"         | Overwinningsmedaille | Verenigde Staten    |                                                                               |
| 30 |                                 | Army of Occupation Medal met gesp "GERMANY"                                                                               | Verenigde Staten    |                                                                               |
| 31 | Gesp "GERMANY"                  | Army of Occupation Medal                                                                                                  | Verenigde Staten    |                                                                               |
| 32 |                                 | Amerikaanse Defensie Service Medaille met gesp “Foreign Service”                                                          | Verenigde Staten    |                                                                               |
| 33 | Gesp “Foreign Service”          | Amerikaanse Defensie Service Medaille                                                                                     | Verenigde Staten    |                                                                               |
| 34 |                                 | Azië-Pacifische Oceaan Campagne Medaille met twee zilveren service ster en Arrowhead device                               | Verenigde Staten    |                                                                               |
| 35 | Eerste zilveren ster            | Azië-Pacifische Oceaan Campagne Medaille                                                                                  | Verenigde Staten    |                                                                               |
| 36 | Tweede zilveren ster            | Azië-Pacifische Oceaan Campagne Medaille                                                                                  | Verenigde Staten    |                                                                               |
| 37 | Arrowhead device                | Azië-Pacifische Oceaan Campagne Medaille                                                                                  | Verenigde Staten    |                                                                               |
| 38 |                                 | World War II Victory Medal                                                                                                | Verenigde Staten    |                                                                               |
| 39 |                                 | Army of Occupation Medal met gesp “JAPAN”                                                                                 | Verenigde Staten    |                                                                               |
| 40 | Gesp “JAPAN”                    | Army of Occupation Medal                                                                                                  | Verenigde Staten    |                                                                               |
| 41 |                                 | National Defense Service Medal postuum eligible voor bronzen service ster                                                 | Verenigde Staten    |                                                                               |
| 42 | Bronzen service ster            | National Defense Service Medal                                                                                            | Verenigde Staten    |                                                                               |
| 43 |                                 | Korean Service Medal met drie bronzen service sterren en Arrowhead device                                                 | Verenigde Staten    |                                                                               |
| 44 | 14 stuks                        | Overseas Service Bars | Verenigde Staten    |                                                                               |
| 45 |                                 | Koreamedaille van de Verenigde Naties                                                                                     | Verenigde Naties    |                                                                               |
| 46 | Ere                             | Combat Infantryman Badge                                                                                                  | Verenigde Staten    |                                                                               |
| 47 | Ere                             | Command Aviator Badge | Verenigde Staten    |                                                                               |
| 48 |                                 | Army General Staff Identification Badge                                                                                   | Verenigde Staten    |                                                                               |
| 49 |                                 | Expert Rifle Badge | Verenigde Staten    |                                                                               |
| 50 |                                 | Expert Pistol Badge | Verenigde Staten    |                                                                               |
| 51 |                                 | Congressional Gold Medal                                                                                                  | Verenigde Staten    | 9 oktober 1962                                                                |
| 52 | Grootkruis                      | Kroonorde met palm | België              |                                                                               |
| 53 | Commandeur                      | Kroonorde | België              | 17 november 1920                                                              |
| 54 |                                 | Oorlogskruis (België) met Palm                                                                                            | België              |                                                                               |
| 55 | Grootkruis                      | Orde van Verdienste "Carlos Manuel de Céspedes"                                                                           | Cuba                |                                                                               |
| 56 | Grootlint (Speciale Klasse)     | Orde van de Kostbare Drievoet                                                                                             | Republiek China     |                                                                               |
| 57 | 1e Klasse                       | Orde van Abdon Calderón                                                                                                   | Ecuador             |                                                                               |
| 58 | Grootkruis                      | Legioen van Eer | Frankrijk           |                                                                               |
| 59 | Grootofficier                   | Legioen van Eer | Frankrijk           |                                                                               |
| 60 | Commandeur                      | Legioen van Eer | Frankrijk           | 19 maart 1920                                                                 |
| 61 |                                 | Croix de guerre (Frankrijk) met palm en vergulden ster                                                                    | Frankrijk           | 2 juli 1924                                                                   |
| 62 |                                 | Médaille militaire | Frankrijk           |                                                                               |
| 63 | Ere-korporaal                   | Chasseurs d'Alpine de Barracat                                                                                            | Frankrijk           |                                                                               |
| 64 | Ere-soldaat                     | 8e Infanterie Regiment "of the Line"                                                                                      | Frankrijk           |                                                                               |
| 65 | Fourragère                      | Legioen van Eer | Frankrijk           |                                                                               |
| 66 | Fourragère                      | Médaille militaire | Frankrijk           |                                                                               |
| 67 |                                 | Medal of Valor | Filipijnen          |                                                                               |
| 68 |                                 | Distinguished Conduct ster                                                                                                | Filipijnen          |                                                                               |
| 69 | Chief Commander                 | Legioen van Eer | Filipijnen          | 1961                                                                          |
| 70 |                                 | Philippine Defense Medal met één bronzen campagne ster                                                                    | Filipijnen          |                                                                               |
| 71 | Één bronzen campagne ster       | Philippine Defense Medal                                                                                                  | Filipijnen          |                                                                               |
| 72 |                                 | Philippine Liberation Medal met vier bronzen campagne sterren                                                             | Filipijnen          |                                                                               |
| 73 | Één bronzen campagne ster       | Philippine Liberation Medal                                                                                               | Filipijnen          |                                                                               |
| 74 | Tweede bronzen campagne ster    | Philippine Liberation Medal                                                                                               | Filipijnen          |                                                                               |
| 75 | Derde bronzen campagne ster     | Philippine Liberation Medal                                                                                               | Filipijnen          |                                                                               |
| 76 | Vierde bronzen campagne ster    | Philippine Liberation Medal                                                                                               | Filipijnen          |                                                                               |
| 77 |                                 | Independence Service Ribbon                                                                                               | Filipijnen          |                                                                               |
| 78 |                                 | Republic of Korea Presidential Unit Citation Badge                                                                        | Filipijnen          |                                                                               |
| 79 |                                 | Filipijnse Onafhankelijkheid Medaille                                                                                     | Filipijnen          |                                                                               |
| 80 |                                 | Oorlogskruis | Griekenland         | juli 1942                                                                     |
| 81 | 1e Klasse                       | Kruis van Militaire Verdienste                                                                                            | Guatemala           |                                                                               |
| 82 | Grootkruis                      | Orde voor Trouwe Dienst (Militaire Divisie)                                                                               | Hongarije           | 1932                                                                          |
| 83 | Grootkruis- Grootlint           | Orde van de Italiaanse Kroon                                                                                              | Italië              | 19 november 1935                                                              |
| 84 | Ridder Grootkruis               | Militaire Orde van Italië                                                                                                 | Italië              |                                                                               |
| 85 |                                 | Oorlogskruis | Italië              | 16 juli 1919                                                                  |
| 86 |                                 | Paulownia-Zonneorde | Japan               |                                                                               |
| 87 | Grootlint                       | Orde van de Rijzende Zon met Pauwlonia bloesems                                                                           | Japan               |                                                                               |
| 88 | 1e Klasse                       | Orde van Militaire Verdienste                                                                                             | Mexico              | 22 januari 1936                                                               |
| 89 | Grootkruis                      | Orde van Oranje-Nassau met Zwaarden                                                                                       | Nederland           | KB 3 van 29 juni 1944                                                         |
| 90 | Zilveren Kruis                  | Virtuti Militari | Polen               |                                                                               |
| 91 | Grootlint                       | Orde Polonia Restituta | Polen               | 9 september 1932                                                              |
| 92 | Grootkruis                      | Orde van Militaire Verdienste                                                                                             | Roemenië            |                                                                               |
| 93 | Grootlint                       | Orde van de Witte Adelaar                                                                                                 | Servië              |                                                                               |
| 94 | Grootkruis                      | Militaire Orde van de Witte Leeuw voor de Overwinning                                                                     | Tsjechoslowakije    | 26 september 1932                                                             |
| 95 | Ridder Grootkruis               | Orde van het Bad (Militaire Divisie)                                                                                      | Verenigd Koninkrijk | 1943 - 1944                                                                   |
| 96 |                                 | Pacifische Ster | Verenigd Koninkrijk |                                                                               |
| 97 | Taeguk-lint                     | Orde van Militaire Verdienste                                                                                             | Zuid-Korea          |                                                                               |
| 98 |                                 | Republic of Korea Presidential Unit Citation Badge                                                                        | Zuid-Korea          |                                                                               |
| 99 |                                 | Koreaanse Oorlogsmedaille (Postuum)                                                                                       | Zuid-Korea          |                                                                               |